# Receptor de dopamina D4
El receptor de dopamina D4  es una proteína de membrana que funciona como receptor acoplado a proteína G similar al receptor de dopamina D2. En humanos, el receptor es codificado por el gen DRD4 ubicado en el cromosoma 11, específicamente en la región 11p15.5.
La estructura de receptor DRD4 se publicó en 2017 entendiento el complejo que forma con el fármaco antipsicótico nemonaprida.
Al igual que con otros subtipos de eceptores de dopamina, el receptor D4 es activado por el neurotransmisor dopamina. El receptor está asociado con muchas afecciones neurológicas y psiquiátricas, incluyendo la esquizofrenia y el trastorno bipolar, TDAH, comportamientos adictivos, enfermedad de Parkinson, y trastornos alimentarios como la anorexia nerviosa. Se ha establecido también una asociación débil entre el receptor D4 y el trastorno límite de la personalidad .
El receptor es también objetivo para medicamentos usados en el manejo de la esquizofrenia y la enfermedad de Parkinson. Existen evidencias que consideran que el receptor D4 es similar a la estructura del receptor D2 en el que el receptor activado inhibe la enzima adenilato ciclasa, reduciendo así la concentración intracelular del segundo mensajero AMP cíclico.

## Genética
La proteína humana está codificada por el gen DRD4, el cual se encuentra en el cromosoma 11 ubicado específicamente en la región 11p15.5.
Existen ligeras variaciones, bien por mutaciones o polimorfismos en el gen humano. Algunas incluyen:
- Un VNTR de 48 pares de bases en el exón 3
- C-521T en el promotor
- Eliminación de 13 pares de bases de las bases 235 a 247 en el exón 1
- Repetición de 12 pares de bases en el exón 1[14]
- Val194Gly
- Una duplicación polimórfica en tándem de 48 pb[15]

Algunas de estas mutaciones en el gen del receptor D4 se han asociado con varios fenotipos conductuales, incluida la disfunción del sistema nervioso autónomo, el trastorno por déficit de atención e hiperactividad, la esquizofrenia y el rasgo de personalidad de búsqueda de novedades.

### VNTR de 48 pares de bases
The 48-base pair variable number tandem repeat (VNTR) in exon 3 range from 2 to 11 repeats. Dopamine is more potent at the D4 receptor with 2 allelic repeat or 7 allelic repeats than the variant with 4 allelic repeats.
DRD4-7R, la variante de 7 repeticiones (7R) del gen DRD4 (DRD4 polimorfismo de 7 repeticiones), se ha asociado con una susceptibilidad en desarrollar el TDAH en varios estudios metanálisis así como otros rasgos y trastornos psicológicos. Los adultos y los niños con el polimorfismo DRD4 de 7 repeticiones muestran variaciones en oscilaciones gamma provocadas por la audición, que pueden estar relacionadas con el procesamiento de la atención y trastornos de estos.
La frecuencia de los alelos con variaciones varía mucho entre poblaciones. Por ejemplo, la versión de 7 repeticiones tiene una incidencia alta en América pero baja en Asia. Las versiones "largas" de polimorfismos son los alelos con 6 a 10 repeticiones. El 7R parece complementarse con menos fuerza a las moléculas de dopamina.
El VNTR de 48 pares de bases ha sido objeto de mucha especulación sobre su origen evolutivo y su papel en los comportamientos humanos transculturales. El alelo 7R parece haber sido seleccionado en la escala evolutiva hace unos 40.000 años. Estudios en 1999 observaron evidencias que las poblaciones que migraron mayores distancias en el pasado, hace entre 30 000 y 1 000 años, tenían una mayor frecuencia de alelos 7R/largo. También mostraron que las poblaciones nómadas tenían frecuencias más altas de alelos 7R que las sedentarias. Más recientemente se observó que el estado de salud de los hombres nómadas Ariaal era mayor si tenían alelos 7R. Sin embargo, en Ariaal recientemente sedentaria (no nómada), aquellos con alelos 7R parecían tener una salud ligeramente deteriorada.

## Búsqueda de novedades
A pesar de los primeros hallazgos de una asociación entre la variación tipo VNTR de 48 pb en el gen DRD4 y el rasgo de la personalidad tipo búsqueda de novedades (una característica normal de las personas exploradoras y excitables), un metanálisis de 2008 comparó 36 estudios publicados sobre la búsqueda de novedades y el polimorfismo y no encontró ningún efecto entre ellos. Los resultados son consistentes con el cocepto de que el comportamiento de búsqueda de novedades es un rasgo complejo asociado con muchos genes, y la varianza atribuible a DRD4 en sí misma y aislada es muy infrecuente. Un metanálisis de 11 estudios encontró que otro polimorfismo en el gen, el -521C/T, mostró una asociación con la búsqueda de novedades. Si bien los resultados en humanos no son sólidos, la investigación en animales ha sugerido asociaciones estadísticamente más sólidas.

## Cognición
Varios estudios han demostrado evidencias que los agonistas que activan el receptor D4 aumentan el rendimiento de la memoria de trabajo y la adquisición del miedo en monos y roedores según una curva de respuesta a la dosis en forma de U. Sin embargo, losantagonistas del receptor D4 revierten los déficits de memoria de trabajo inducidos por el estrés o por fármacos. Los agonistas del receptor D4 pueden aumentar las oscilaciones gamma, que pueden estar correlacionadas con el procesamiento cognitivo, pero los antagonistas de D4R no las reducen significativamente.

## Desarrollo cognitivo
Varios estudios han sugerido que la crianza de los hijos puede afectar el desarrollo cognitivo de los niños con el alelo de 7 repeticiones del gen DRD4. Se encontró que la crianza de los hijos que tiene apoyo con sensibilidad materna, atención plena y autonomía a los 15 meses altera las funciones ejecutivas de los niños a los 18 a 20 meses. Los niños con una crianza de menor calidad eran más impulsivos en el estudio y buscaban sensaciones que aquellos con una crianza de mayor calidad. La crianza de mayor calidad se asoció con un mejor control ejecutivo en niños de 4 años.

## Ligandos

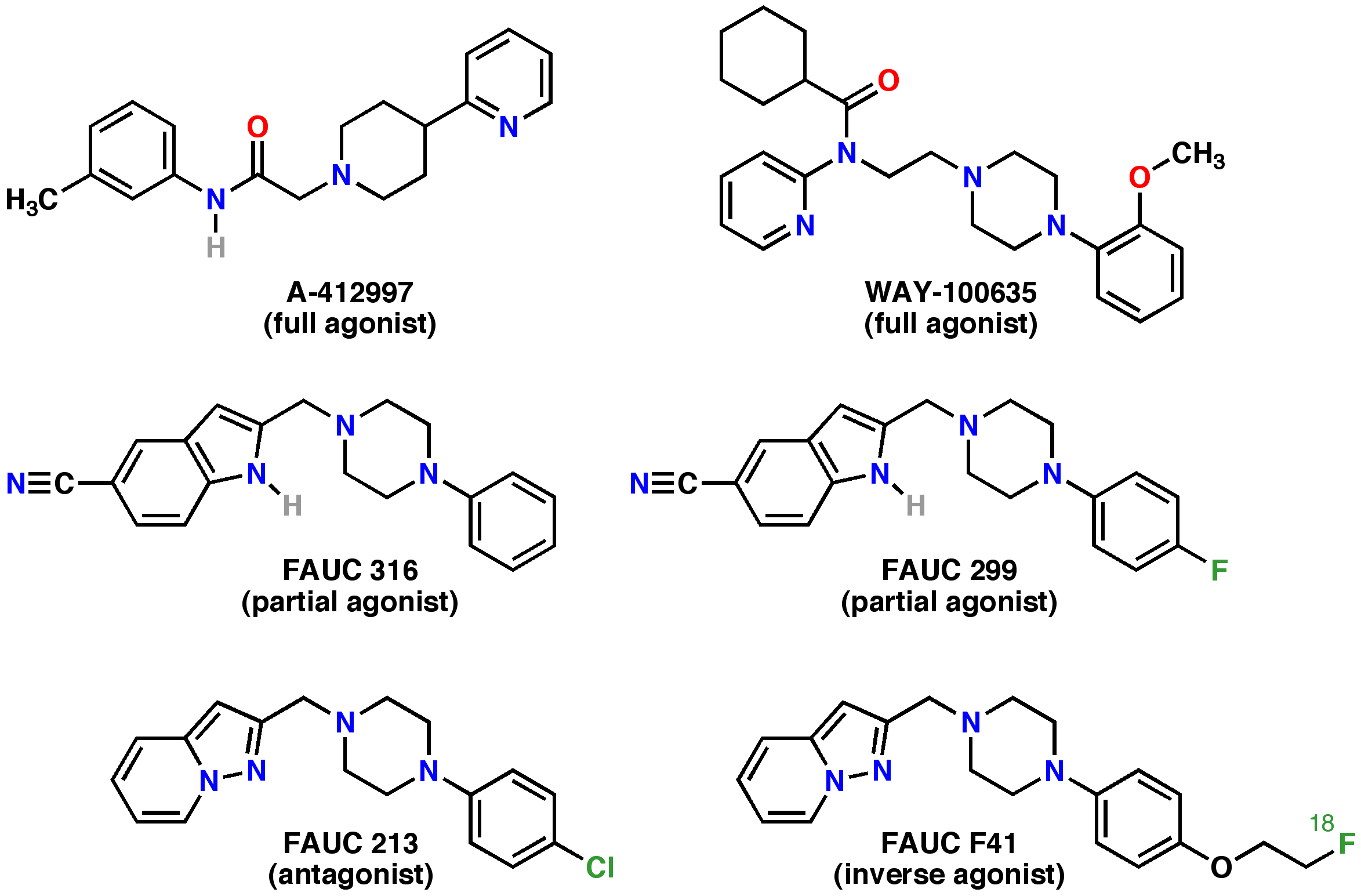
Estructuras químicas de ligandos preferidos D_{4} representativos.

### Agonistas
- WAY-100635 : potente agonista completo, con componente antagonista 5-HT 1A [44]
- A-412,997 : agonista completo, > 100 veces selectivo en un panel de setenta receptores y canales iónicos diferentes[45]
- ABT-724 : desarrollado para el tratamiento de la disfunción eréctil[46]
- ABT-670 : mejor biodisponibilidad oral que ABT-724[47]
- FAUC 316: agonista parcial, > 8600 veces más selectivo que otros subtipos de receptores de dopamina[48]
- FAUC 299: agonista parcial[48]
- F-15063 : antipsicótico con agonismo parcial D4
- ( E )-1-aril-3-(4-piridinpiperazin-1-il)propanona oximas[49]
- PIP3EA: agonista parcial[50]
- Flibanserina - agonista parcial
- PD-168,077 - D 4 selectivo pero también se une a α1A, α2C y 5HT 1A
- CP-226,269 - D 4 selectivo pero también se une a D 2, D 3, α2A, α2C y 5HT 1A
- Ro10-5824 - agonista parcial
- Roxindole : agonista de los autorreceptores D 4 selectivo pero también D 2 y D 3, agonista del receptor 5HT 1A, inhibidor de la recaptación de serotonina )
- Apomorfina : selectivo de D 4 pero también agonista de D 2 y D 3, antagonista débil α- adrenérgico y serotoninérgico

### Antagonistas
- A-381393: potente antagonista selectivo de subtipo (>2700 veces)[51]
- FAUC 213[52]
- L-745.870[53][54]
- L-750.667[55]
- ML-398[56]
- S 18126 - también σ 1 afinidad[57]
- Fananserina - antagonista mixto 5-HT 2A / D 4
- Olanzapina, un antipsicótico atípico
- Buspirona, un ansiolítico